# Betty Ford Center

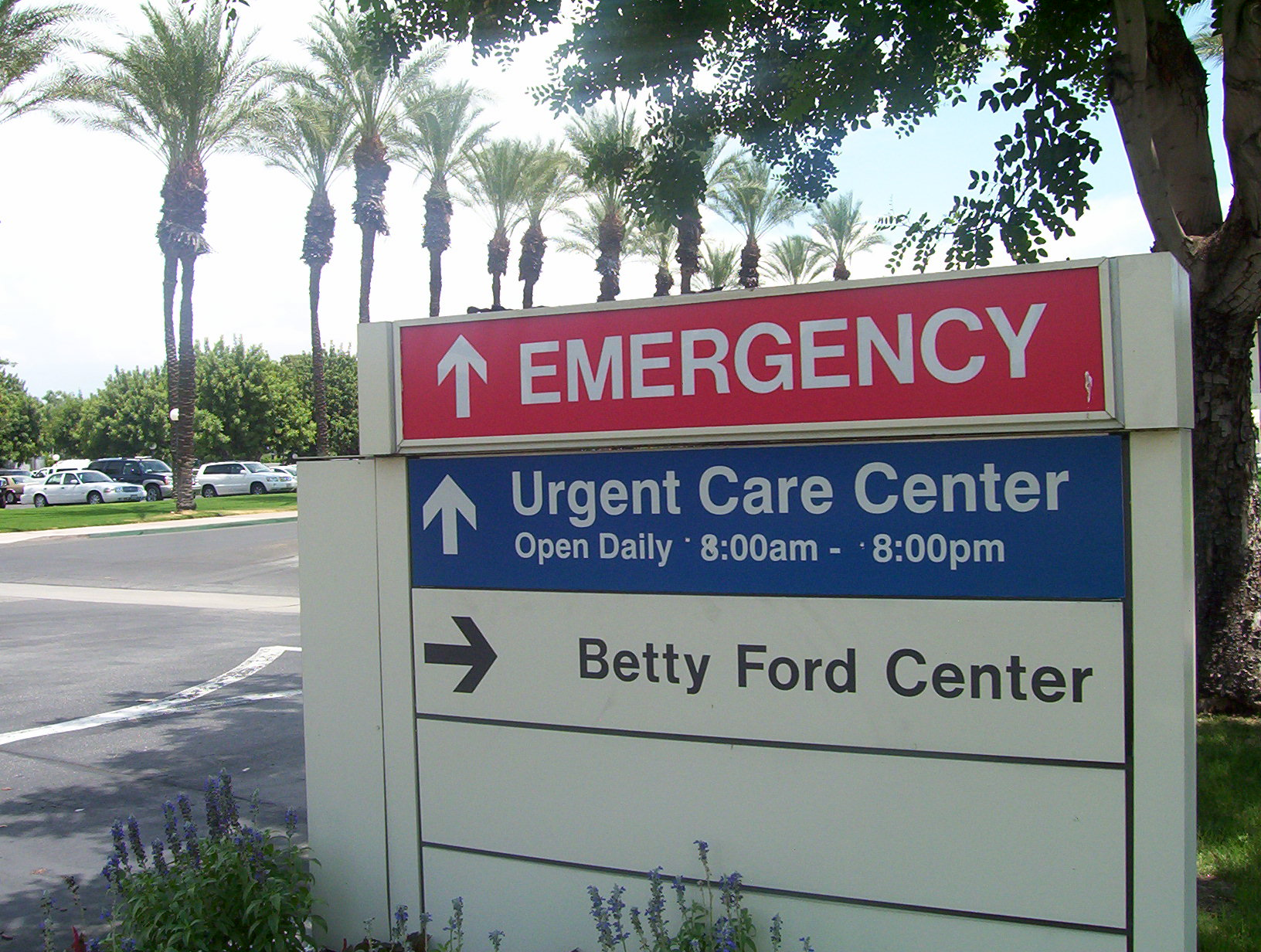
Plaque indiquant l'entrée du Betty Ford Center.

Le Betty Ford Center est un centre de désintoxication pour toxicomanes, notamment alcooliques, situé à Rancho Mirage, en Californie (États-Unis). Il a été cofondé par l'ancienne Première dame des États-Unis Betty Ford (épouse du 38e président des États-Unis Gerald Ford) et Leonard Firestone, en octobre 1982.

## Histoire
La décision de Betty Ford d'entreprendre le projet de création de ce centre de désintoxication est intimement lié à sa propre bataille contre la dépendance à l'alcool et aux analgésiques qu'elle consomme depuis les années 1960. « J'aimais l'alcool » écrit-elle dans ses mémoires, en 1987. « Cela me réchauffait. J'aimais également les pilules. Elles évacuaient la tension et le mal loin de moi ». Elle avait alors été soignée au Long Beach Naval Hospital, le centre médical de la Marine américaine, entre 1978 et 1982, après que sa famille l'ait poussée à intégrer ce service. Elle cherche après néanmoins à créer un établissement civil, qui réponde réellement aux attentes et aux besoins spécifiques des femmes. Fondé en 1982, c'est le premier des centres de désintoxication tel qu'on le connaît et qui fleurissent aux États-Unis pendant les années 1980 et 1990.
Susan Ford, fille de Betty Ford et du président Gérald Ford est l'actuelle présidente du conseil d'administration du centre, depuis 2005, succédant ainsi à sa mère alors très âgée (née en 1918 elle est décédée en 2011). Le centre a acquis la réputation de soigner de nombreuses célébrités mais la majorité de ses patients sont des personnes non médiatiques.

## Emplacement
Situé à Rancho Mirage, en Californie (États-Unis), le centre fait partie du campus de l'Eisenhower Medical Center. Il y a un lac à proximité du centre.

## Programmes
Le centre propose plusieurs programmes différents :
| Programme                                                 | Durée moyenne |
| --------------------------------------------------------- | ------------- |
| Désintoxication et traitement                             | 30 jours      |
| Traitement résidentiel (Residential Day Treatment, RDT)   | 30-60 jours   |
| Programme intensif                                        | 8 semaines    |
| Évaluation clinique (Clinical Diagnostic Evaluation, CDE) |               |
| Programme familial                                        |               |
| Programme pour enfant                                     | 4 jours       |

## Anciens patients célèbres
D'après le journal Libération :
- Drew Barrymore
- Alice Cooper
- Robert Downey Jr.
- Jerry Lee Lewis
- Lindsay Lohan
- Liza Minnelli
- Stevie Nicks[2]
- Ozzy Osbourne
- Elizabeth Taylor
- Tammy Wynette[3]

## Dans la fiction
- Dans un épisode de la série télévisée britannique Absolutely Fabulous, le personnage de Patsy Stone déclare que le dernier moustique à l’avoir piquée a dû « filer en cure de désintox au Betty Ford Center »[1].
- Dans le 25e épisode de la 2e saison de la série télévisée X-Files, l'homme à la cigarette demande par téléphone à Fox Mulder où il se trouve. Celui-ci, ne souhaitant pas dévoiler sa position, répond ironiquement qu'il se trouve au Betty Ford Center.
- Dans le premier épisode de la neuvième saison des Simpson, Marge et ses enfants assistent à une comédie musicale dont le thème est le centre de désintoxication Betty Ford. On y apprend également que dans l'une de ses scènes, Liza Minnelli qui est une véritable ancienne patiente, se fait attacher à son lit.
- La création du centre apparaît dans la série télévisée The First Lady en 2022. Michelle Pfeiffer incarne Betty Ford et Dakota Fanning est Susan Ford.